# تودیان
تودیان (نام علمی: Todidae) نام یک تیره از راسته سبزقباسانان است.